# HD 170740
HD 170740，又名BD-10 4713，SAO 161569、HR 6946，是一颗恒星，视星等为5.72，位于銀經21.06，銀緯-0.53，其B1900.0坐标为赤經18h 25m 52.9s，赤緯-10° -0.53′ 53″。